# Philip Michael Thomas
Philip Michael Thomas (Columbus, 26 de mayo de 1949) es un músico y exactor estadounidense muy conocido por el papel del detective Ricardo «Rico» Tubbs en la serie policíaca de la década de los ochenta Miami Vice. 
Su primer papel protagonista fue en la película Sparkle, en la que compartía cartel con Irene Cara. 
Su salto a la fama vino en los ochenta, cuando Thomas aportó un gran carisma a su personaje, afiatado al interpretado por Don Johnson, en la serie Miami Vice, por lo que se hizo muy reconocible. Y después de su gran éxito en este papel, su ego pareció traicionarlo tomando malas decisiones. Y su carrera como actor de TV pareció desvanecerse, salvo pequeños roles en series italianas de tipo B.
Thomas ha participado como actor en numerosos telefilmes y como actor de doblaje en los videojuegos Grand Theft Auto: Vice City y Grand Theft Auto: Vice City Stories. También ha lanzado tres álbumes de música: Living The Book Of My Life, Somebody y PMT Psychic Connection: Volume 1.

## Filmografía

### Film
| Año  | Título                       | Personaje                | Notas                       |
| ---- | ---------------------------- | ------------------------ | --------------------------- |
| 1972 | Come Back, Charleston Blue   | Ministro                 |                             |
| 1972 | Stigma                       | Dr. Calvin Crosse        |                             |
| 1973 | Book of Numbers              | Dave Green               |                             |
| 1975 | Mr. Ricco                    | Purvis Mapes             |                             |
| 1975 | Black Fist                   | Fletch & Boom Boom       |                             |
| 1975 | Coonskin                     | Randy / Hermano Rabbit   | Voz de Hermano Rabbit       |
| 1976 | Sparkle                      | Stix                     |                             |
| 1976 | El hombre de los hongos      | Gaspar / Niño adoptado   |                             |
| 1978 | Death Drug                   | Jesse                    |                             |
| 1979 | The Dark                     | Corn Rows                |                             |
| 1982 | Hey Good Lookin'             | Boogaloo Jones / Chaplin | Voz                         |
| 1982 | Stigma                       |                          |                             |
| 1988 | The Wizard of Speed and Time | Policía Mickey Polanko   | Versión de largometraje     |
| 1993 | Miami Shakedown              | Frank Ferguson           | También productor ejecutivo |
| 1994 | River of Stone               |                          |                             |
| 2003 | Fate                         | Detective Ciprian Raines |                             |
| 2009 | Poet, Soldier                | West                     | Cortometraje                |

### Televisión
| Año       | Título                                         | Personaje                | Notas                                    |
| --------- | ---------------------------------------------- | ------------------------ | ---------------------------------------- |
| 1973      | Griff                                          | Eddie Marshall           | Episodio: "The Framing of Billy the Kid" |
| 1973–1974 | Toma                                           | Sam Malvado / Sam Hooper | 2 episodios                              |
| 1974      | Good Times                                     | Eddie Conroy             | Episodio: "Sex and the Evans Family"     |
| 1974      | Police Woman                                   | Sonny                    | Episodio: "It's Only a Game"             |
| 1975      | Caribe                                         | Príncipe John            | Episodio: "Murder in Paradise"           |
| 1976      | Movin' On                                      | Banjo                    | Episodio: "No More Sad Songs"            |
| 1976      | Medical Center                                 | Dr. Sam Karter           | Episodio: "If Wishes Were Horses"        |
| 1976      | Sirota's Court                                 | J.V.                     | Episodio: "The Reporter"                 |
| 1977      | Insight                                        | Luther                   | Episodio: "The Alleluia Kid"             |
| 1977      | Roosevelt and Truman                           | Truman                   | Piloto para TV                           |
| 1978      | The New Adventures of Wonder Woman             | Furst                    | Episodio: "The Man Who Wouldn't Tell"    |
| 1978      | Starsky & Hutch                                | Kingston St. Jacques     | Episodio: "Quadromania"                  |
| 1978      | The Beasts Are on the Streets                  | Eddie Morgan             | Film para TV                             |
| 1978      | Lawman Without a Gun                           | Rufus Cartwright         | Film para TV                             |
| 1979      | Roots: The Next Generations                    | Eddie Franklin           | Miniserie                                |
| 1979      | Valentine                                      | Bean                     | Film para TV                             |
| 1981      | Strike Force                                   | Wesley                   | Episodio: "The Victims"                  |
| 1982      | Trapper John, M.D.                             | Floyd Walsh              | Episodio: "Ladies in Waiting"            |
| 1984–1989 | Miami Vice                                     | Detective Ricardo Tubbs  | 111 episodios                            |
| 1986      | A Fight for Jenny                              | David Caldwell           | Film para TV                             |
| 1989      | False Witness                                  | Bobby Marsh              | Film para TV                             |
| 1990      | Superboy                                       | Brimstone                | Episodio: "Brimstone"                    |
| 1990      | Zorro                                          | Jack Holten              | Episodio: "Pride of the Pueblo"          |
| 1990      | A Little Piece of Sunshine                     | Tomson                   | Film para TV                             |
| 1991      | Perry Mason: The Case of the Ruthless Reporter | Chuck Gilmore            | Film para TV                             |
| 1991–1992 | Detective Extralarge                           | Jean Philippe Dumas      | 6 episodios                              |
| 1992      | Swamp Thing                                    | Barry Scott              | Episodio: "Dead and Married"             |
| 1994      | Fortune Hunter                                 | Gary Colt                | Episodio: "The Alpha Team"               |
| 1997      | Noi siamo angeli (We Are Angels)               | Joe / Padre Zaccaria     | 6 episodios                              |
| 1997–2001 | Nash Bridges                                   | Cedrick Hawks            | 2 episodios                              |

### Videojuegos
| Año  | Título                                                 | Personaje      | Notas                                                                    |
| ---- | ------------------------------------------------------ | -------------- | ------------------------------------------------------------------------ |
| 1997 | We Are Angels                                          | Padre Zaccaria |                                                                          |
| 2002 | Grand Theft Auto: Vice City                            | Lance Vance    |                                                                          |
| 2006 | Grand Theft Auto: Vice City Stories                    | Lance Vance    |                                                                          |
| 2021 | Grand Theft Auto: The Trilogy – The Definitive Edition | Lance Vance    | Grabaciones de archivo Remaster de Grand Theft Auto: Vice City solamente |